# Autophila laetifica
Autophila laetifica là một loài bướm đêm trong họ Erebidae.